# لكمة الكروف (مناخة)

تعديل مصدري - تعديل

لكمة الكروف هي إحدى قرى عزلة بني مقاتل بمديرية مناخة التابعة لمحافظة صنعاء، بلغ تعداد سكانها 354 نسمة حسب تعداد اليمن لعام 2004.